# Barbara Teige
Barbara Teige (ur. 23 listopada 1919 w Wągrowcu, zm. 20 listopada 2006 w Poznaniu) – kapitan Armii Krajowej, dama Krzyża Srebrnego Virtuti Militari.

## Życiorys
Barbara Pawłowicz urodziła się 23 listopada 1919 w Wągrowcu w rodzinie Ryszarda Pawłowicza i Marii z domu Maryńskiej, miała czwórkę rodzeństwa. Uczyła się w gimnazjum w Rogoźnie, gdzie założyła drużynę harcerską. W 1938 rozpoczęła studia na Wydziale Lekarskim Uniwersytetu Poznańskiego.
Po wybuchu II wojny światowej w lutym 1940 wyjechała do Krakowa, gdzie podjęła służbę w Związku Walki Zbrojnej. Ukończyła tam kurs sanitarny, zajmując się jednak głównie drukowaniem i kolportowaniem biuletynu z nasłuchu radiowego. Zaczęła pracować zarobkowo w lokalu gastronomicznym, a po przeciwnej stronie ulicy znajdowały się niemieckie koszary. W lokalu, pod kontuarem przechowywała często cały nakład „Biuletynu Informacyjnego". Aby uniknąć dekonspiracji we wrześniu 1940 przeniosła się do Sokołowa Podlaskiego. Latem 1944, w ramach mobilizacji i przygotowania do wykonania planu „Burza”, znalazła się w Warszawie.  
Walczyła w powstaniu warszawskim jako łączniczka dowódcy batalionu „Kiliński”, brała m.in. udział w ataku na PAST-ę. Po kapitulacji Powstania dostała się do niewoli, podczas której przebywała w obozie Lamsdorf, następnie Zeithain. Podporucznik Barbara Teige została odznaczona Krzyżem Srebrnym Orderu Wojennego Virtuti Militari 
Została także awansowana na stopień kapitana. Po zakończonej wojnie zamieszkała w Poznaniu, gdzie w 1948 ukończyła studia medyczne, które rozpoczęła przed wojną specjalizując się w zakresie ftyzjatrii. Pracowała jako lekarz zakładowy Uniwersytetu im. Adama Mickiewicza, jako biegła sądowa w sądzie pracy. W latach 1970−1985 pracowała również w poradni dla kombatantów oraz hospicjum znajdującym się przy szpitalu wojskowym. W 1997, z powodów zdrowotnych, przeszła na emeryturę. Wstąpiła do Związku Bojowników o Wolność i Demokrację. 
Zmarła po ciężkiej chorobie, 20 listopada 2006 i z honorami wojskowymi została pochowana na cmentarzu Junikowskim.

## Życie prywatne
W 1955 wyszła za mąż za Karola Teige.

## Ordery i odznaczenia
- Krzyż Srebrny Virtuti Militari − 1944,
- Krzyż Armii Krajowej – 15 września 1969,
- Warszawski Krzyż Powstańczy – 27 października 1986,
- Odznaka Batalionu „Kiliński" (1986).